# Geórgia na Universíada de Verão de 2021
A Geórgia participou da Universíada de Verão de 2021, que aconteceu em Chengdu, na China, entre 28 de julho e 8 de agosto de 2023.
Foram 27 atletas, todos masculinos, em quatro modalidades olímpicas.

## Competidores
Estas foram as modalidades e atletas que disputaram a edição:
| Esporte            | Masculino | Feminino | Total |
| ------------------ | --------- | -------- | ----- |
| Judo               | 7         | 0        | 7     |
| Natação            | 4         | 0        | 4     |
| Polo aquático      | 13        | 0        | 13    |
| Saltos ornamentais | 3         | 0        | 3     |
| Total              | 27        | 0        | 27    |

## Medalhas

### Medalhistas
Estes foram os medalhistas desta edição:
| Irakli Razmadze Saba Tkeshelashvili Valiko Dadvani Nika Shushiashvili Andria Bitadze Sandro Adeishvili Khvicha Jakhaia | Besarion Akhvlediani Revaz Imnaishvili Giorgi Magrakvelidze Giorgi Meskhi Artsiom Dzikhtsiarenka Giorgi Gvetadze |

| Tornike Onikashvili | Sandro Melikidze |

### Por modalidade
Estas foram as medalhas por modalidade nesta edição:
| Esporte            | Medalha de ouro | Medalha de prata | Medalha de bronze | Total de medalhas |
| ------------------ | --------------- | ---------------- | ----------------- | ----------------- |
| Judo               | 0               | 0                | 2                 | 2                 |
| Polo aquático      | 0               | 0                | 1                 | 1                 |
| Saltos ornamentais | 0               | 0                | 1                 | 1                 |
| Total              | 0               | 0                | 4                 | 4                 |